# Jef Mol
Jozef Mol (Antwerpen, 22 oktober 1950), beter bekend onder zijn roepnaam Jef Mol, is een Belgisch voormalig volleyballer en volleybalcoach.

## Levensloop
Mol was actief bij Rebels Lier, waarmee hij in 1971-'72 landskampioen en bekerwinnaar werd. Vervolgens ging hij aan de slag bij VC Turnhout, waar hij drie landstitels verzamelde (1975, '76 en '77) en vijfmaal verkozen werd tot Speler van het Jaar, met name in 1973, '75, '76, '77 en '78. Hierop aansluitend was hij actief bij VC Ruisbroek, waarmee hij in 1979-'80 voor de vijfde maal landskampioen werd. Ook won hij met deze club tweemaal de Supercup. In 1981 maakte Mol de overstap naar het Nederlandse VV Voorburg.  Hiermee won hij in 1981-'82 en 1982-'83 de titel in de Nederlandse competitie en de Beker van Nederland. In 1985-'86 was hij aan de slag bij VT Herentals en vervolgens bij VC Zonhoven. Met Zonhoven won hij in 1986-'87 de Beker van België en bereikte hij in 1988-'89 de halve finale van de CEV Cup.
Daarnaast was hij actief bij het Belgisch volleybalteam, waarmee hij onder meer deelnam aan de Olympische Zomerspelen van 1968.
Aansluitend op zijn spelerscarrière was hij aan de slag als coach bij VC Zonhoven (1989-1990) en later bij VC Averbode, Amigos Zoersel en VC Vosselaar.
Hij is familie van Pim Bossaerts, die eveneens actief was in het volleybal.

## Palmares

### Individueel
- 1973: Belgisch volleybalspeler van het jaar
- 1975: Belgisch volleybalspeler van het jaar
- 1976: Belgisch volleybalspeler van het jaar
- 1977: Belgisch volleybalspeler van het jaar
- 1978: Belgisch volleybalspeler van het jaar

### Clubverband
- 1971-1972: Belgisch landskampioen (Rebels Lier))
- 1971-1972: Beker van België (Rebels Lier)
- 1974-1975: Belgisch landskampioen (VC Turnhout)
- 1975-1976: Belgisch landskampioen (VC Turnhout)
- 1976-1977: Belgisch landskampioen (VC Turnhout)
- 1979-1980: Belgisch landskampioen (VC Ruisbroek)
- 1981-1982: Nederlands landskampioen (VV Voorburg)
- 1981-1982: Beker van Nederland (VV Voorburg)
- 1982-1983: Nederlands landskampioen (VV Voorburg)
- 1982-1983: Beker van Nederland (VV Voorburg)
- 1986-1987: Beker van België (VC Zonhoven)